# Pavel Kolobkov
Pavel Anatoljevič Kolobkov (* 22. září 1969 Moskva, Sovětský svaz) je bývalý sovětský a ruský sportovní šermíř, který se specializoval na šerm kordem. Jde o nejúspěšnějšího kordistu co do počtu medailí z vrcholných sportovních akcí mezi jednotlivci v novodobé historii sportovního šermu kordem.[zdroj?] Od roku 2016 je ministrem sportu Ruské federace.

## Sportovní kariéra
V roce 1988 se objevil v 18 letech jako náhradník ve výběru Sovětského svazu na olympijských hrách a svoji bohatou sportovní karieru ukončil v roce 2008. Ze čtyř olympijských startů mezi jednotlivci si přivezl tři olympijské medaile včetně zlaté olympijské medaile z roku 2000. Je držitelem čtyř titulů mistra světa a dvou titulů mistra Evropy mezi jednotlivci. Patřil k oporám sovětského a později ruského družstva kordistů, se kterým vybojoval stříbrnou a dvě bronzové olympijské medaile. V roce 1991 a 2003 získal s družstvem titul mistra světa.

## Politická kariéra
Od roku 2010 byl náměstkem ministra sportu Ruské federace. V říjnu 2016 ho prezident Vladimir Putin jmenoval ministrem sportu. Bylo to v době, kdy ruský sport zasáhla rozsáhlá dopingová aféra jak v atletice, tak v souvislosti se Zimními olympijskými hrami v Soči, kvůli které byly suspendovány ruský atletický svaz a Ruský paralympijský výbor a v roce 2018 ruští sportovci nemohli startovat pod svou vlajkou na Zimních olympijských hrách v Pchjongčchangu.